# Filterpresse

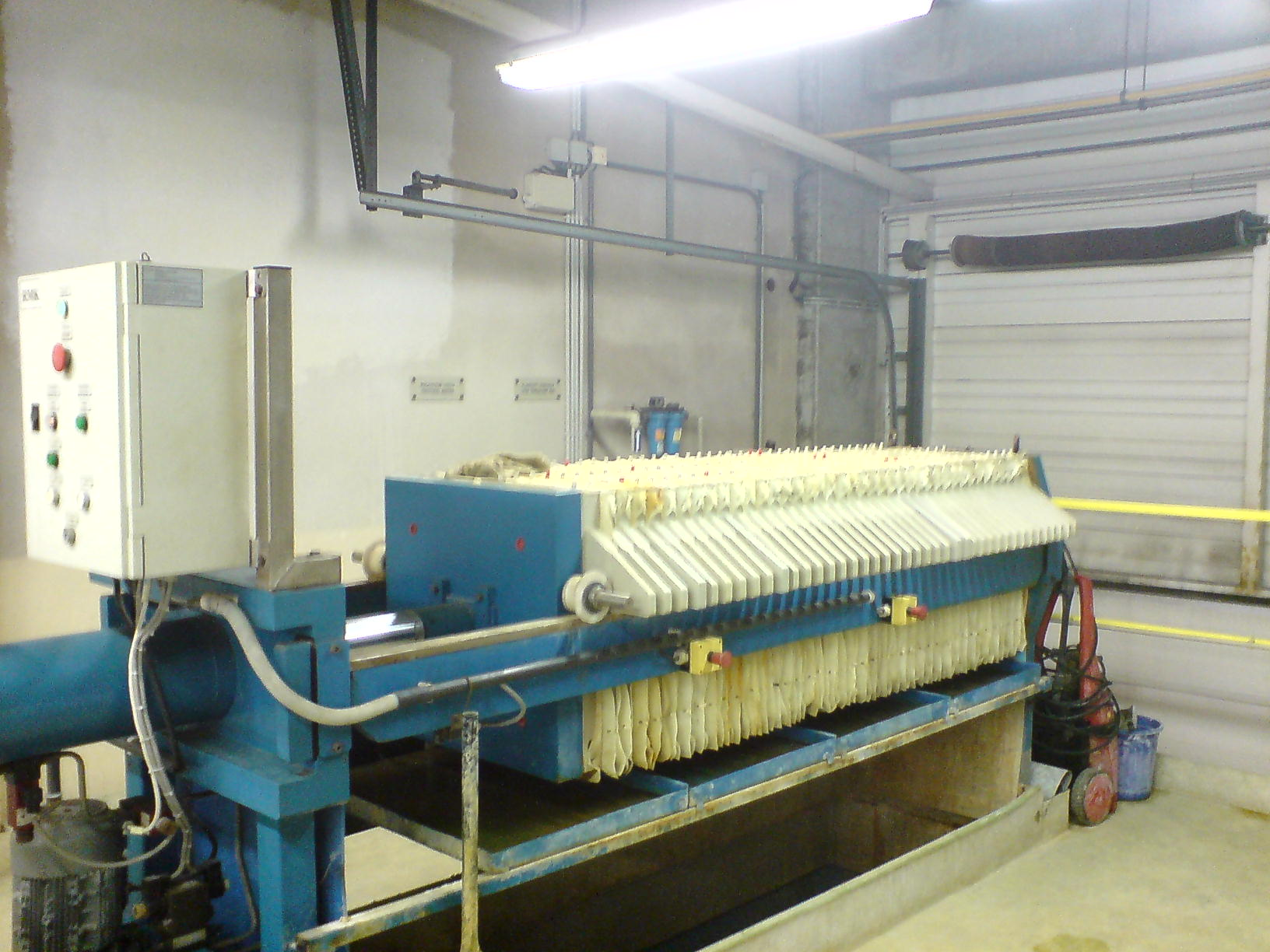
Eine Kammerfilterpresse, links der bewegliche Deckel

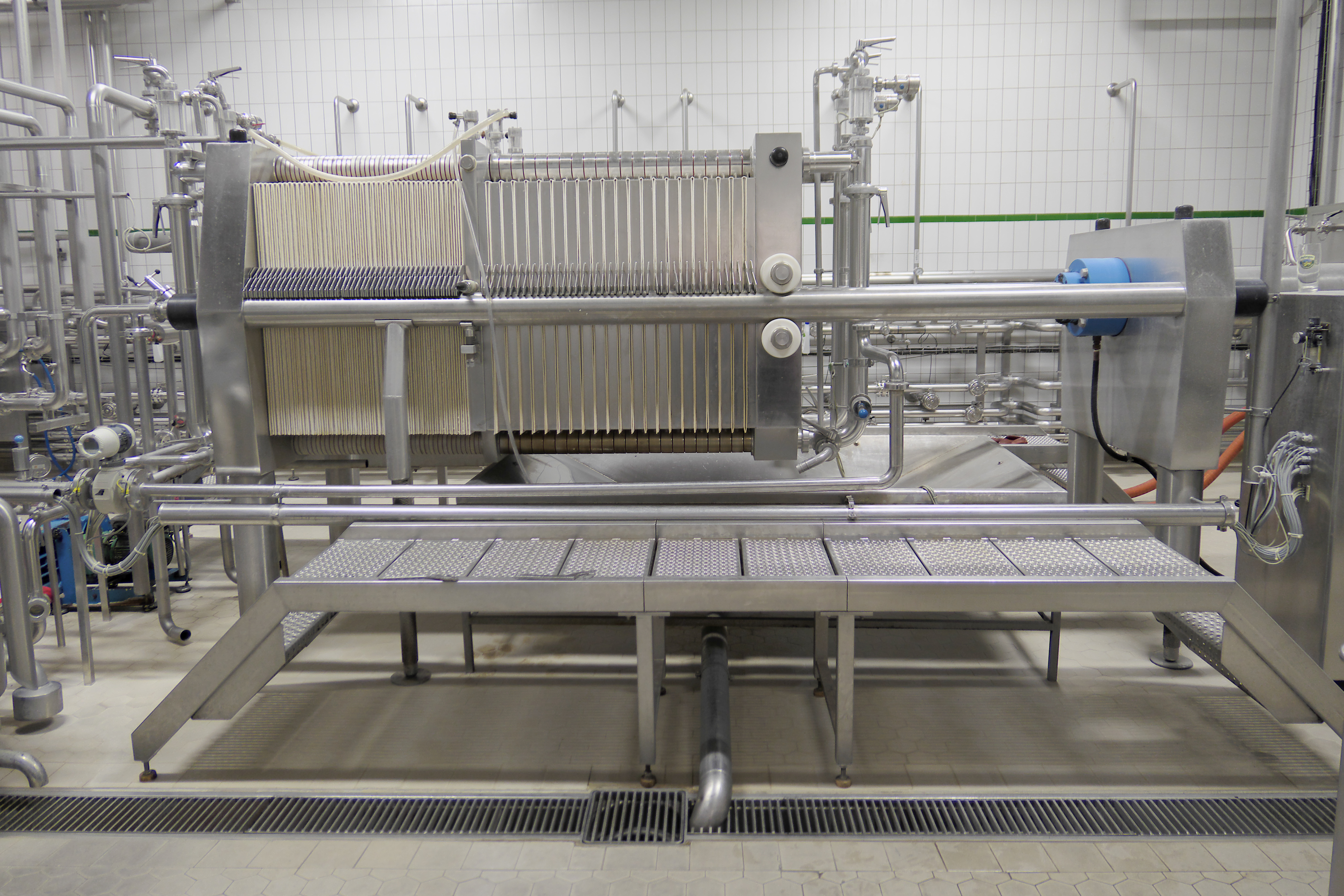
Filteranlage für Bier zur Filterung mit Kieselgur in der Brauerei Aying

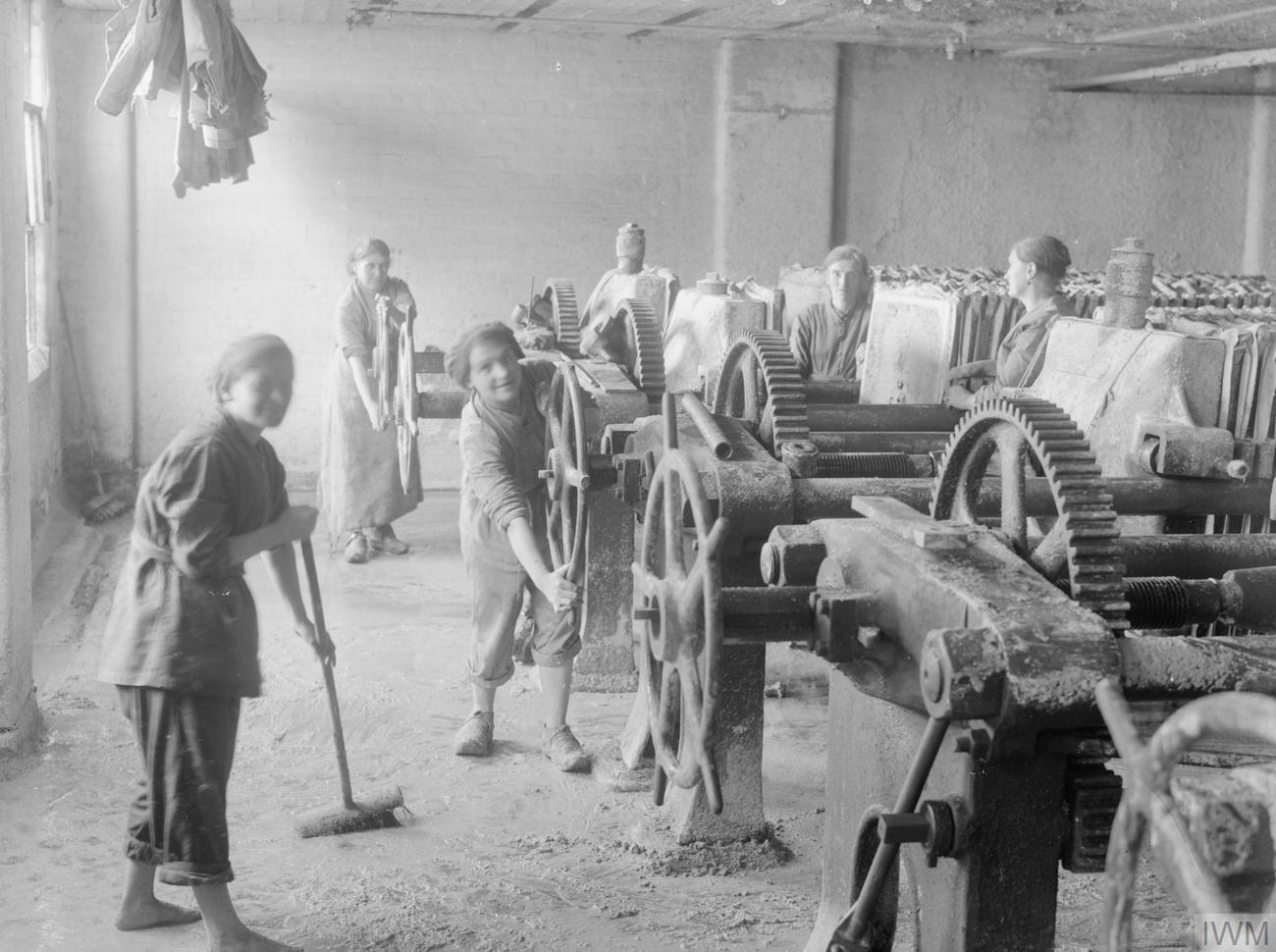
Manuelle Filterpresse bei Glukoseproduktion, September 1918

Filterpressen sind diskontinuierlich arbeitende Druckfilter zur Fest-Flüssig-Trennung von Suspensionen. Es gibt Filterpressen in den Ausführungen Rahmenfilterpresse, Kammerfilterpresse und Membranfilterpresse, die sich in der Gestaltung der Filterplatten unterscheiden, nicht aber im Filtrationsprinzip.

## Aufbau
Filterpressen als Apparate zur Kuchenfiltration besitzen ein durch Filterplatten gebildetes Filterpaket in einem Gestell, das zwischen einem festen und einem beweglichen Deckel angeordnet ist. Zwischen den einzelnen Filterplatten befinden sich Filtermittel (Gewebe oder Druckmembranen). Der feste Deckel ist über Verbindungs- und Zugholme mit der Brücke verbunden. Über eine hydraulische Anpressvorrichtung, die in der Brücke integriert ist und auf den beweglichen Deckel wirkt, wird das Filterpaket mit Drücken zwischen 250 und 600 bar angepresst. Durch diese hohen Drücke wird die Dichtigkeit des Filterpakets gewährleistet. Die Verrohrung für die Zuleitungen der Suspension ist im festen Deckel integriert, die Durchlassöffnung für die Suspension innerhalb des Filterpakets befindet sich in der Mitte der Filterplatten.

## Filtrationsverlauf
In den Filterkammern wird mittels einer Pumpe die Suspension mit 10 bis 20 bar gegen die Filtertücher gepumpt. Die Flüssigkeit passiert das Filtermittel und verlässt die Presse über Ablaufkanäle; die festen Teile der Suspension bleiben am Filtermittel zurück und bilden den Filterkuchen. Nach Beendigung des Filtrationszyklus wird die Presse geöffnet und der Kuchen entnommen. Soweit die Presse dies nicht automatisch erledigt (selbstreinigende Kammerfilterpresse), wird der Druck dazu langsam abgelassen, die Filterpresse geöffnet und der Kuchen manuell von den Filtertüchern entfernt.
Membranfilterpressen besitzen die Besonderheit, dass der Filterkuchen auch noch mechanisch ausgepresst wird. Dazu hat jede Filterkammer mindestens eine bewegliche Membran. Diese Membran wird, nachdem der Zufluss der Suspension abgestellt wurde, mit Hilfe von Druckluft oder Druckwasser in Richtung auf den Filterkuchen in Bewegung gesetzt und presst ihn so zusätzlich aus.

## Ausführungen

### Kammerfilterpresse
Wenn eine Nachpresseinrichtung zum Erhöhen des Gehalts an Trockensubstanz im Filterkuchen nicht erforderlich ist, ist die Kammerfilterpresse eine verhältnismäßig einfache, flexible, kosteneffektive, zuverlässige und leistungsstarke Ausführung. Bei dem zu filtrierenden Produkt kann es sich um eine Suspension aus dem Bergbau, der Lebensmittel-, Chemie- und Pharmaindustrie oder um Prozessabwasser handeln.
Kammerfilterpressen mit ihren jeweiligen Einflussmöglichkeiten auf den Trockenheitsgrad des Filterkuchens erreichen – je nach Suspension und Entwässerungseigenschaften – einen maximalen Feststoffgehalt im Filterkuchen von 30 bis über 50 Prozent (vereinzelt auch noch höher).
Kammerfilterpressen sind ohne die Zugabe von Flockungshilfsmitteln kaum oder nur mit erheblichen Leistungseinschränkungen funktionsfähig.

### Membranfilterpresse
Bei Membranfilterpressen komprimiert eine flexible, undurchlässige Membran, die am Trägerkörper befestigt ist, den Kuchen in der Kammer, nachdem der Beschickungsprozess abgeschlossen ist. Durch den Einsatz der Membrantechnik in den Filterplatten nehmen Membranfilterpressen einen großen Einfluss auf den Trockenheitsgrad des Feststoffs und erreichen von den gängigen Filtrationsverfahren die niedrigsten Restfeuchtewerte in den Filterkuchen (ausgenommen Hochtemperatur-Filterpresse): je nach Entwässerungsgrad lassen sich durch das Nachpressen mit Membranplatten Trockensubstanzgehalte (d. h. prozentuale Gewichtsanteile der Trockensubstanz) im Filterkuchen von 30 bis über 80 Prozent erzielen. Diese enorme Leistungsfähigkeit macht die Membranfilterpresse zu einer der am meisten eingesetzten Anlagen.

### Hochtemperatur-Filterpresse
Die Heiße Filterpresse kombiniert die Standard-Prozessschritte einer Membranfilterpresse (nämlich Filtration, Filterkuchenwäsche und Nachpressen) mit der zusätzlichen Funktion einer thermischen Filterkuchentrocknung (thermal cake drying, TCD). Alle Prozessschritte werden in einer Anlage ausgeführt und der entstehende Filterkuchen somit ohne nachgeschalteten Trocknungsprozess entwässert und getrocknet; eine aufwändige und kostenintensive Vakuumkontakttrocknung ist an dieser Stelle nicht mehr erforderlich. Im Unterschied zur herkömmlichen Verfahrensweise werden in eine Heiße Filterpresse abwechselnd Membranfilter- und Wärmetauscherplatten eingebaut. Zur thermischen Trocknung des Filterkuchens wird der Arbeitsraum hinter der Membran mit heißem Dampf oder Öl beaufschlagt.

### Automatisierte Filterpresse
In der Filtrationsindustrie spielt der Einsatz von Automatisierungstechnik eine bedeutende Rolle in der Optimierung von Produktionsprozessen und der Verbesserung der betrieblichen Effizienz.
Automatisierte Filterpressen sind hinsichtlich Architektur, Arbeitsprinzip und Verfahrenstechnik konventionelle Filterpressen, die sich allerdings bezüglich des Automatisierungsgrads und dementsprechend kontinuierlichen Betrieb nach den speziellen Anforderungen einer schnellen Kuchenfreigabe und damit einer kurzen Zykluszeit richten. Dies wird realisiert mittels verschiedener Automatisierungs-Optionen, z. B. automatische Verschiebung der Filterplatten, Filterkuchen-Lösehilfe oder Filtertuch-Wascheinrichtung. Das Ergebnis ist eine schnell laufende Filterpresse mit einer erhöhten Produktion pro Flächeneinheit des Filters.
Zwar ist die eigentliche Beschickung konventioneller Filterpressen bei allen Herstellern weitgehend automatisiert, die Entleerung läuft jedoch bestenfalls vollmechanisiert ab. Der Vorteil von automatisierten Filterpressen ist somit ein zuverlässiger und vollständiger Kuchenaustrag der weniger verschmutzte Betriebsräume durch z. B. Undichtigkeiten zur Folge hat.
Somit hat der Einsatz einer automatisierten Filterpresse auch erheblich Einfluss auf die Betriebssicherheit und verbessert die Arbeitsbedingungen vor Ort zunehmend. Dichtungsprüfungen vermeiden das unkontrollierte Austreten von Flüssigkeiten, sodass der Betrieb samt Maschinen frei von üblen Gerüchen und Verunreinigungen bleibt. Einige Maschinen ermöglichen somit sogar einen Betrieb rund um die Uhr mit einer Maschinenverfügbarkeit von bis zu 98 %.

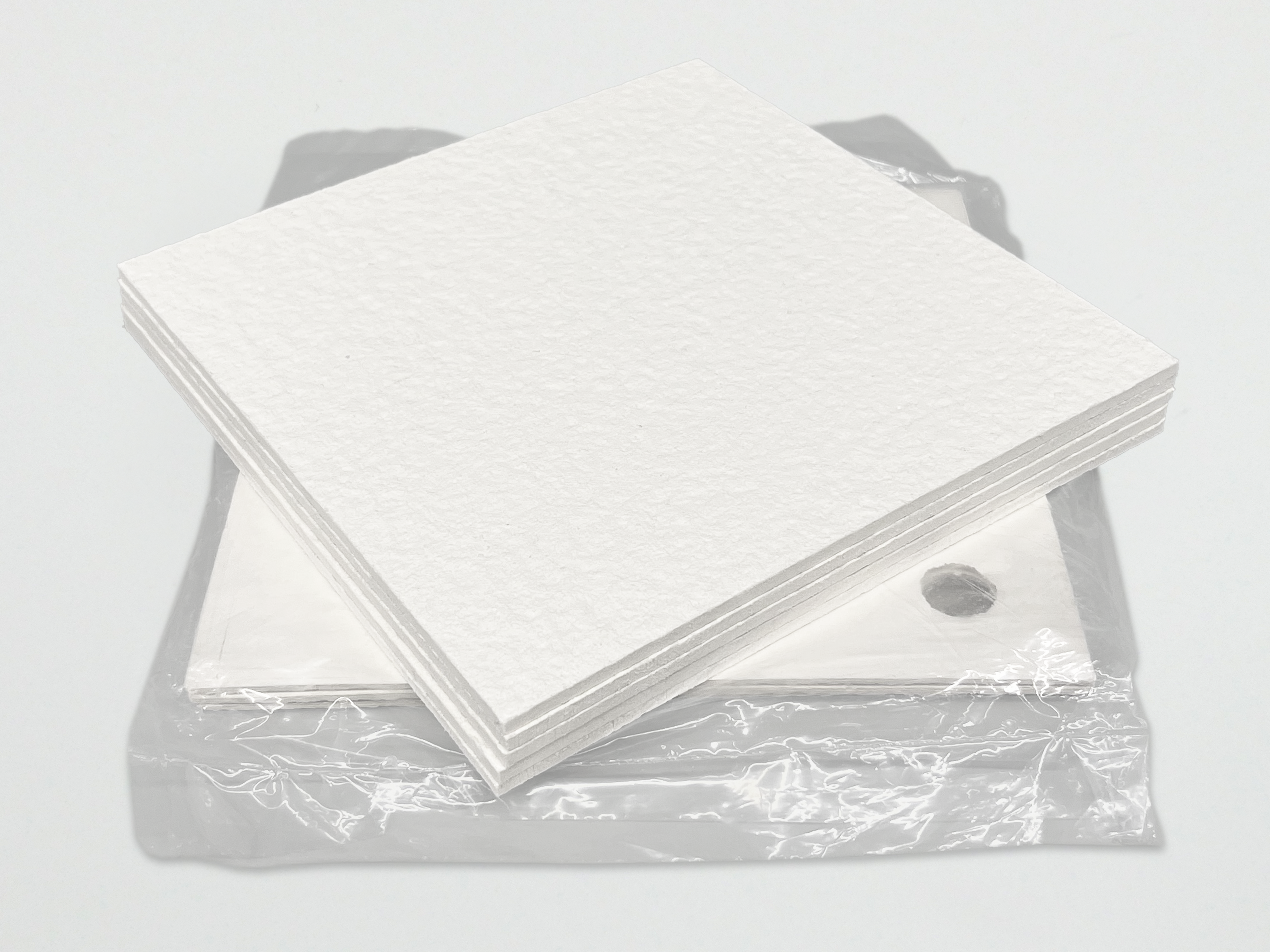
Quadratische Filterplatten

### Massefilter

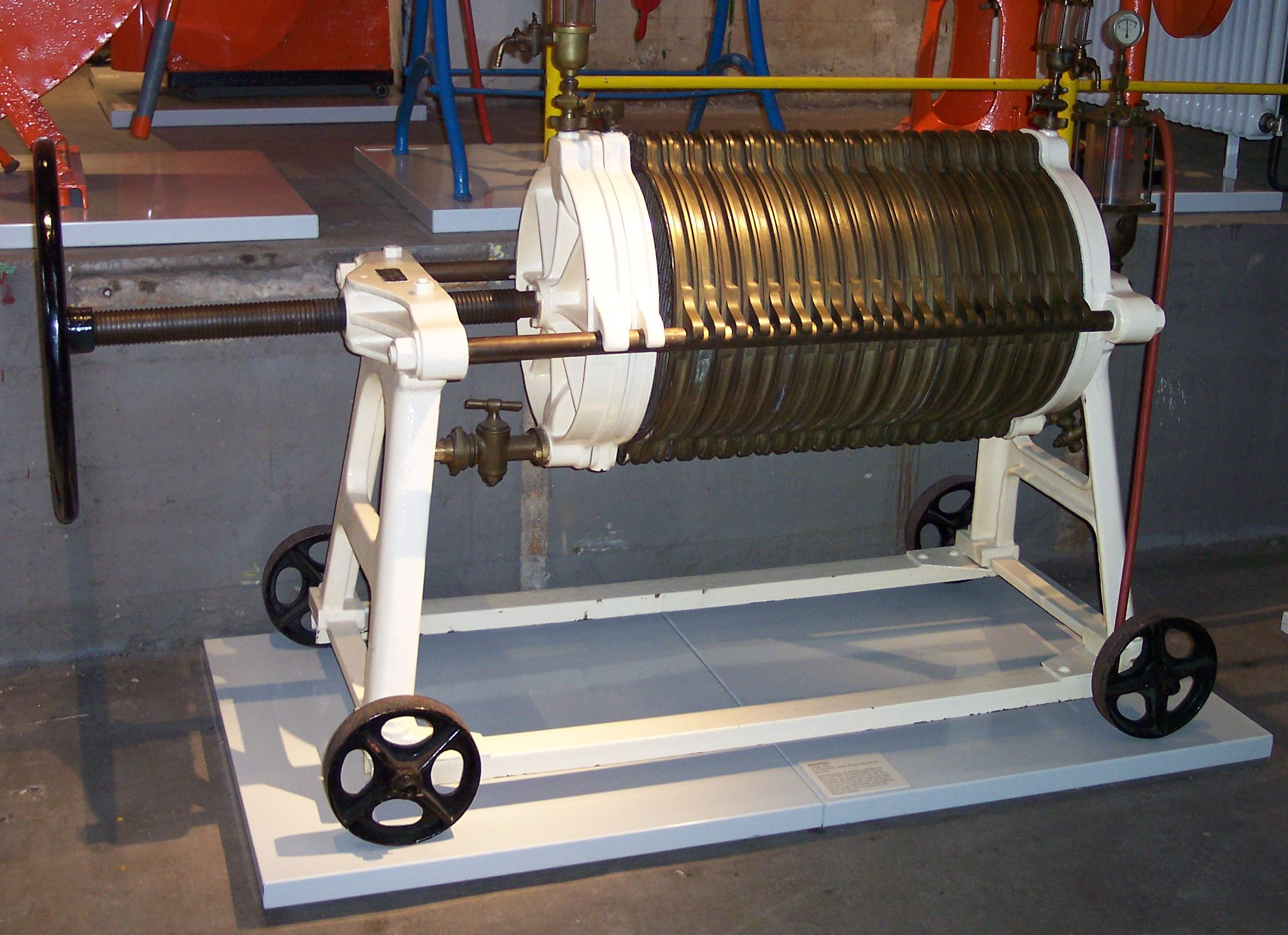
Massefilter

Massefilter werden beim Brauen zur Klärung von Bieren mit geringer Trübung verwendet. Sie entfernen Schwebeteilchen und liefern ein klares Filtrat.
Das eigentliche Filterelement besteht aus Linters (Baumwollfasern), dem lange Zeit 1 % Asbest zugesetzt wurde. Heute verwendet man stattdessen fibrillierte Cellulose. Diese Filtermasse wird in mehrere Filterschalen gepresst, die – wie bei der Filterpresse – hintereinander und auswechselbar in einem Gestell befestigt sind. Die Flüssigkeit wird zur Filterung durch die Filtermasse gedrückt.
Durch das Auswaschen der Filtermasse ist das Verfahren sehr arbeitsintensiv und verursacht viel Abwasser. Daher wurden Massefilter inzwischen weitgehend durch andere Verfahren abgelöst.

## Anwendungen
Filterpressen sind vielfältig einsetzbar. Die Größe der abzutrennenden Feststoffe reicht dabei vom µm-Bereich (z. B. Enzyme) bis hinauf in den mm-Bereich (z. B. Klärschlamm). Die Filterflächen reichen von weniger als 1 m² bei kleinen Laborprozessen bis hin zu über 1000 m² bei Großpressen. Verwendet werden sie in der Lebensmittel-, Chemie-, Keramik- und Pharma-Industrie. Ebenso findet man sie in der Metallurgie und im Bergbau.
In der Abwasseraufbereitung wird die Filterpresse vor allem zur Entwässerung von Klärschlämmen vor der Verwertung und Entsorgung eingesetzt.

## Aktuelle Entwicklungen
In der Zukunft werden die Marktanforderungen an die moderne Filterindustrie immer feinere und höhere Abscheidegrade verlangen, insbesondere im Hinblick auf den Zweck des Materialrecyclings, der Energieeinsparung und der grünen Technologie. Um den steigenden Anforderungen an einen höheren Entwässerungsgrad aus schwer zu filtrierendem Material gerecht zu werden, sind Superhochdruckfilter erforderlich. Daher wird sich der Trend zur Erhöhung des Drucks für die automatische Filterpresse auch in Zukunft weiterentwickeln.

### Eingehauste Filterpresse für aggressivste Medien
Neben Standardkonfigurationen für Anwendungen wie in der Batteriezellfertigung ist diese Technologiereihe für anspruchsvolle Anwendungen geeignet, die hohe Sicherheits- und Effizienzstandards mit höchster Betriebssicherheit erfordern. Im Gegensatz zum bisherigen Standard kann diese Neuheit Stoffe mit toxischen und radioaktiven Eigenschaften und heiße Suspensionen mit Filtrationstemperaturen von mehr als 130 °C behandeln.
Bei dieser Ausführung kommt eine nahezu gasdichte und unterdruckfeste Einhausung zum Schutz des Bedienungspersonals und zur Absicherung der Produktqualität zum Einsatz. Ein Austreten von Schlammrückstanden sowie des (Filterkuchen-)Staubs wird hierbei zu jederzeit verhindert. Eine spezielle Dichtungs- und Abstreiftechnik ermöglicht die ganzheitliche Abdichtung zwischen den einzelnen Maschineneinhausungs-Elementen. Die verwendete Maschinenverkleidung verhindert zudem ein Kontaminieren der Umgebung mit einem aggressiven Medium.